# Estadio Balaídos
Das Estadio Balaídos (voller Name: Estadio Municipal de Balaídos; durch Sponsoringvertrag Estadio Abanca Balaídos) ist ein im Umbau befindliches Fußballstadion in der spanischen Stadt Vigo in der nordwestlichen, autonomen Gemeinschaft Galicien. Es ist die Heimstätte des spanischen Fußballvereins Celta Vigo. Gegenwärtig stehen 24.870 Plätze im Balaídos zur Verfügung.

## Geschichte
Im September 1924 kauften einige Geschäftsleute unter dem Vorsitz von Joaquín Fontán ein 75.000 m² großes Grundstück zum Bau eines Stadions. Bevor jedoch die Bauarbeiten beginnen konnten, musste erst der Fluss Lagares umgeleitet werden. Zwei Jahre später konnte dann mit der eigentlichen Errichtung der Sportstätte begonnen werden. Die Einweihung des Stadions wurde am 30. Dezember 1928 gefeiert. Aus diesem Anlass spielte Celta Vigo gegen Real Unión Irún und gewann die Partie mit 7:1. Seinerzeit fasste die Spielstätte 22.000 Zuschauer und hieß bis 1946 Estadio Balaídos.
Bis 1967 tat sich wenig am Stadion. Zur Fußball-Weltmeisterschaft 1982 wurde die Anlage abermals renoviert und ausgebaut. Die Haupttribüne Grada Rio wurde neu errichtet und die Zuschauerränge Grada Marcador, Grada Gol und die Grada Tribuna renoviert. Die Mannschaft von Celta Vigo qualifizierte sich 2003 für die UEFA Champions League. Bei einer Stadionbesichtigung der UEFA wurde die Sportstätte bemängelt und fiel durch. Kurzzeitig war als Alternative ein Umzug in das ca. 150 Kilometer entfernte Estádio do Dragão nach Porto überlegt worden. Die für die Spielerlaubnis nötigen Modernisierungen wurden durchgeführt; dies kostete die Stadt rund 3,7 Mio. Euro.
Bis zum Zeitpunkt des Umbaus fanden 31.800 Zuschauer einen Sitzplatz im Balaídos, darunter 120 V.I.P.-Plätze. Die Ränge des Stadions sind fast komplett überdacht und den Journalisten bieten sich 160 Arbeitsplätze. Die Flutlichtanlage leistet eine Beleuchtungsstärke von 1200 Lux.

## Umbau 2015–2023
Nach mehr als dreißig Jahren konnten sich der Verein Celta Vigo und die Stadt Vigo auf eine Erneuerung der über achtzig Jahre alten Spielstätte einigen. Im Januar 2015 unterschrieben sie einen Vertrag über die Renovierung des Balaídos. Die Kosten des von Architekt Pedro de la Puente entworfenen Umbaus sollten sich auf insgesamt 30 Mio. Euro belaufen. Innerhalb von 30 Monaten sollten die Baumaßnahmen im Jahr 2017 abgeschlossen sein. Nach dem Liga-Heimspiel gegen Atlético Madrid am 15. Februar 2015 begannen die Arbeiten an der Haupttribüne Grada Rio. Celta Vigo wird das Stadion während des Umbaus weiter nutzen. Das Projekt beseitigt die ovale Form des Stadions und brachte die Tor-, End- und Anzeigetafeln näher an die Torauslinien. Das Projekt beinhaltete auch eine Erhöhung der Sitzplatzkapazität von 31.800 auf 42.381 Zuschauer, davon 19.391 im Unterrang, 2804 im Mittelrang (V.I.P.-Logen) und 2804 im Oberrang.
Im Februar 2018 sollte mit der Haupttribüne Grada Rio der zweite Rang fertiggestellt werden und die Hälfte des Bauprojektes abgeschlossen sein. Am 4. Januar des Jahres feierte der Rang gegen den FC Barcelona im Achtelfinale der Copa del Rey sein Debüt. Nur noch kleinere Arbeiten müssen erledigt werden. Die Fortsetzung der Arbeiten an den zwei übrigen Rängen wird mindestens bis Anfang 2019 dauern. Am 3. Januar 2018 sollte das Angebot der Ausschreibung veröffentlicht werden. Dazu kam es aber nicht, da die Architektenvereinigung Galicien der Gemeinde willkürliche Anforderungen vorwirft. Dies verzögert den weiteren Umbau auf das erste Quartal 2019.
Im Juni 2018 wurde die in Betanzos ansässige Bank Abanca Corporación Bancaria, S.A., einer der Hauptsponsoren des Clubs, Namensgeber der Heimspielstätte von Celta. Es trägt zukünftig die Bezeichnung Abanca Balaídos. Der Vertrag hat eine Laufzeit von zehn Jahren.

## Spiele der Fußball-WM 1982 in Vigo
Drei Vorrundenspiele der Fußball-Weltmeisterschaft 1982 fanden im Balaídos statt. Dabei kam es im Spiel Italien gegen Peru zu einem Zwischenfall. Während des Spiels prallte der Peruaner José Velásquez unglücklich mit dem deutschen Schiedsrichter Walter Eschweiler zusammen. Eschweiler fiel rückwärts zu Boden; verlor einen Zahn und konnte das Spiel trotz dessen, nach kurzer Behandlung, bis zum Ende leiten. Zu dem WM-Turnier bot das Stadion nach der Erweiterung 56.790 Plätze.
- 14. Juni 1982:  Italien –  Polen 0:0
- 18. Juni 1982:  Italien –  Peru 1:1 (0:0)
- 23. Juni 1982:  Italien –  Kamerun 1:1 (0:0)

## Galerie

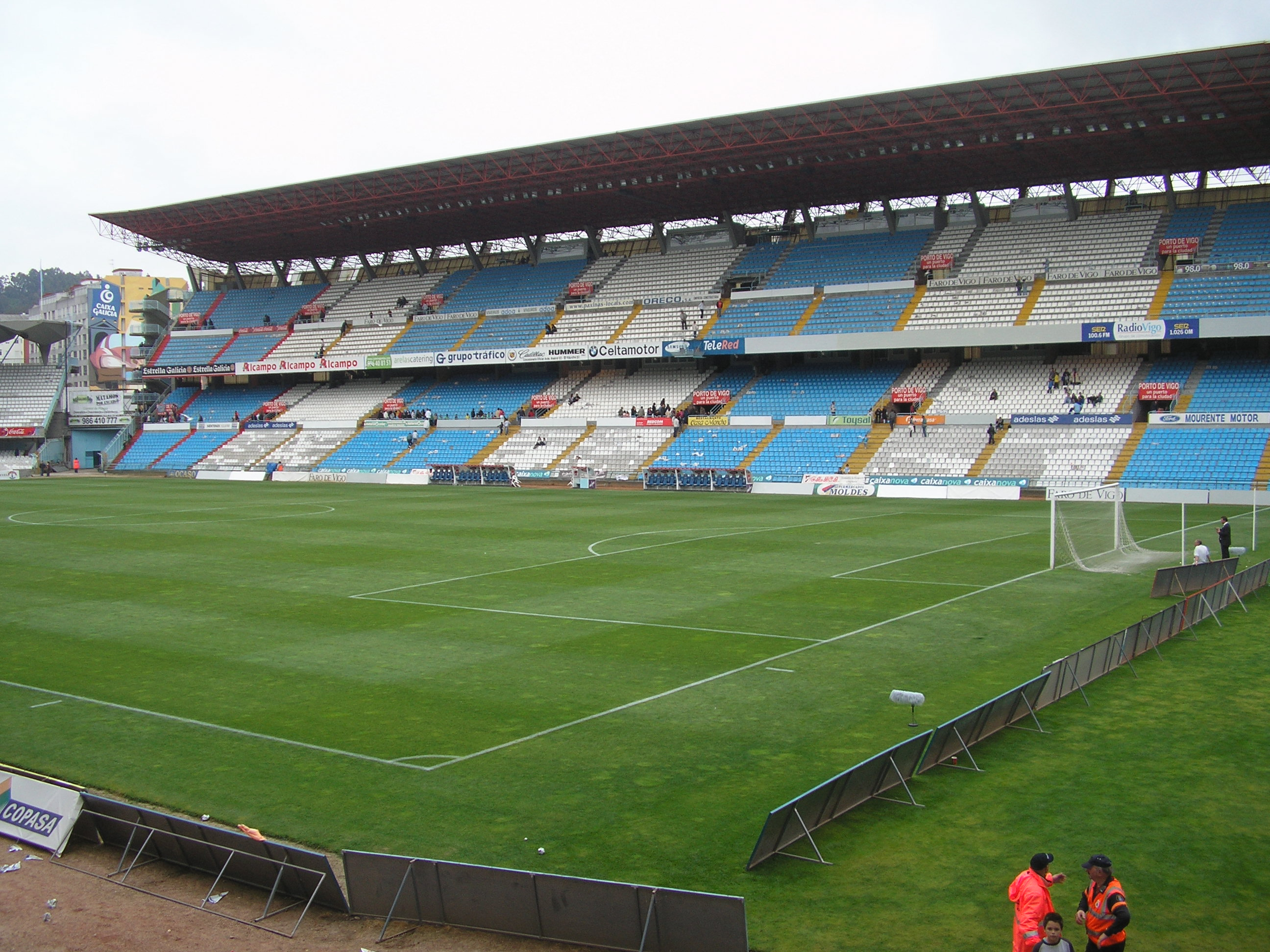
Haupttribüne Grada Rio (Mai 2009)
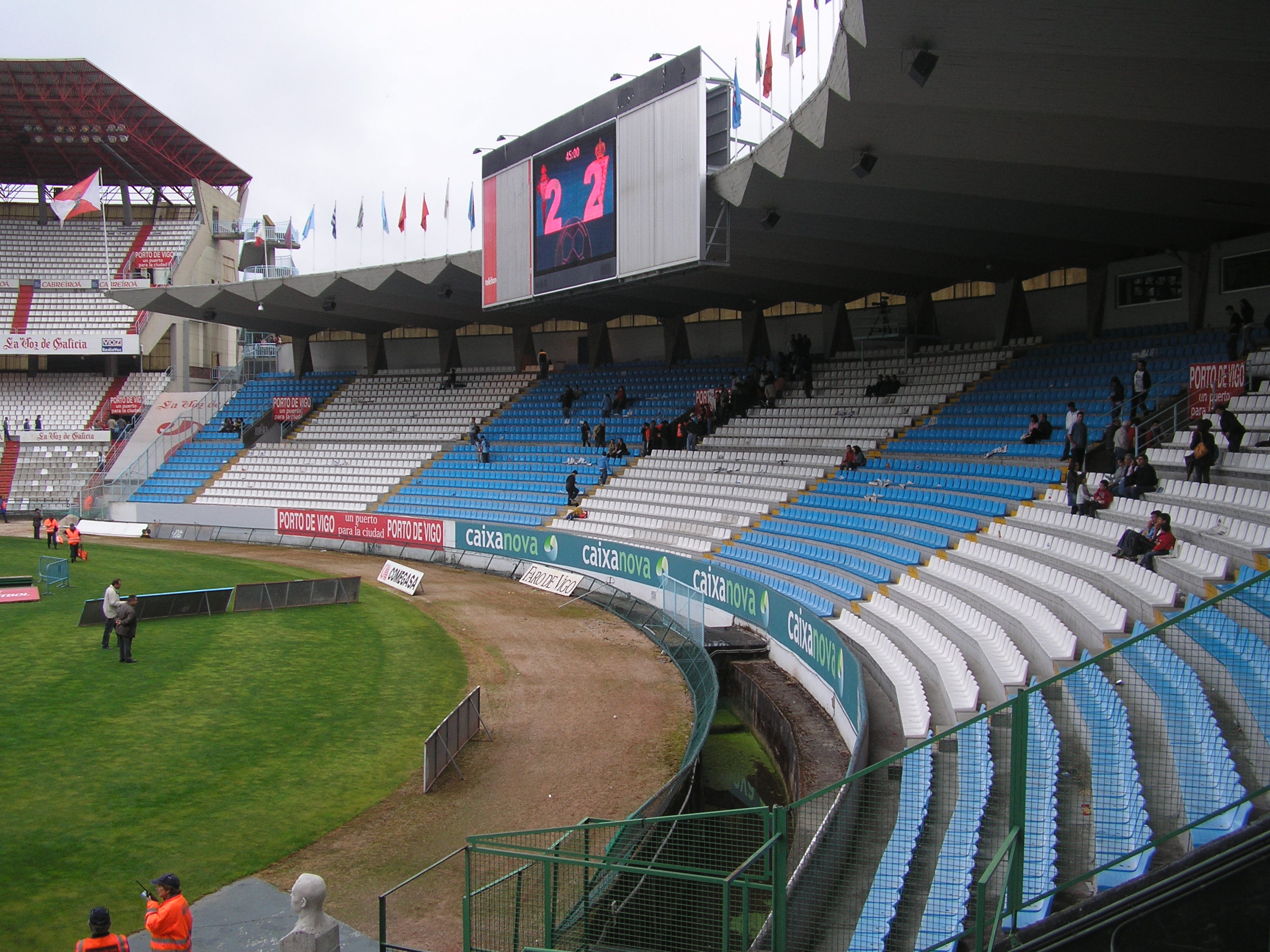
Tribüne Grada Gol (Mai 2009)
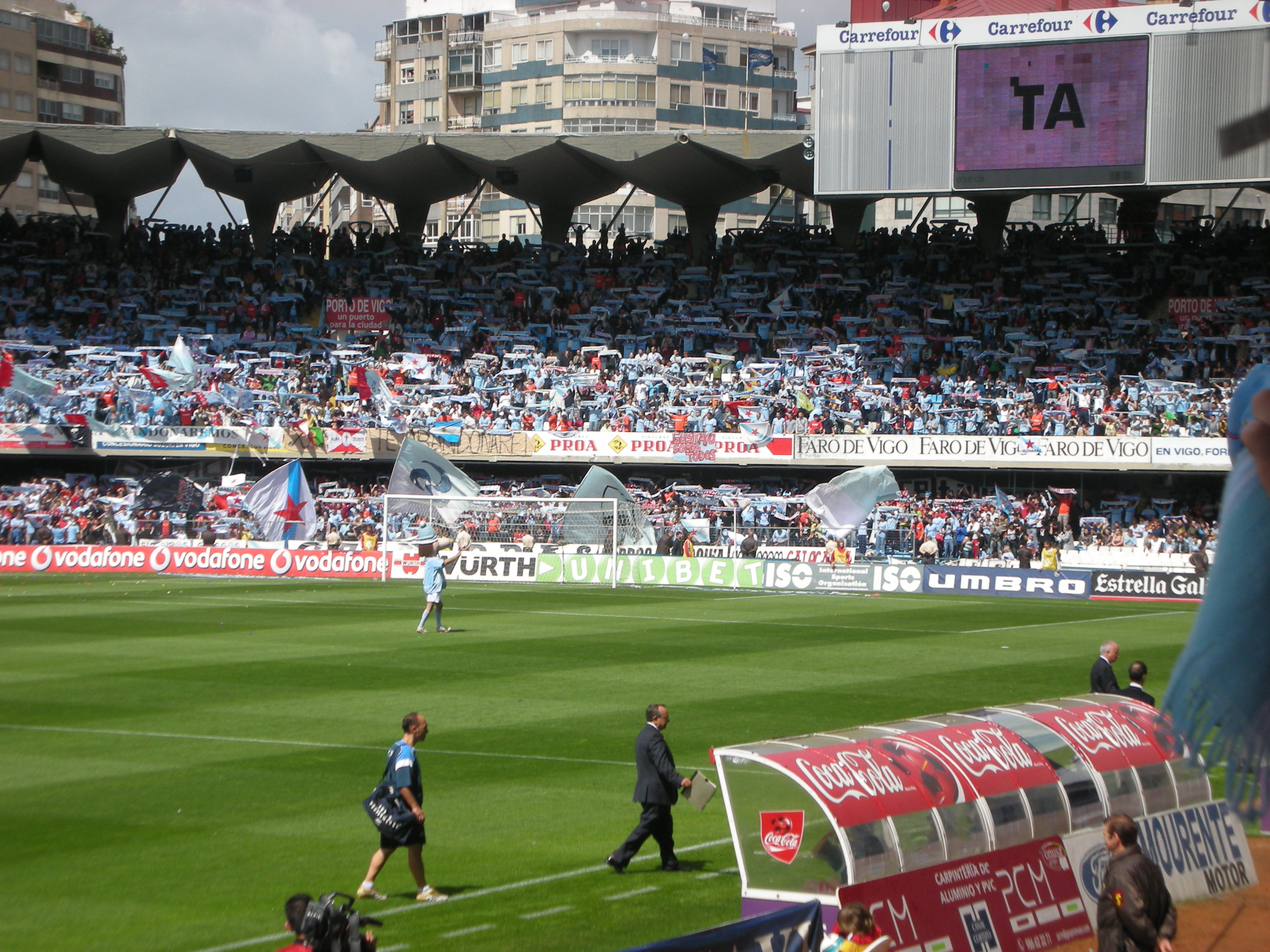
Vor Beginn eines Spiels (Juni 2007)
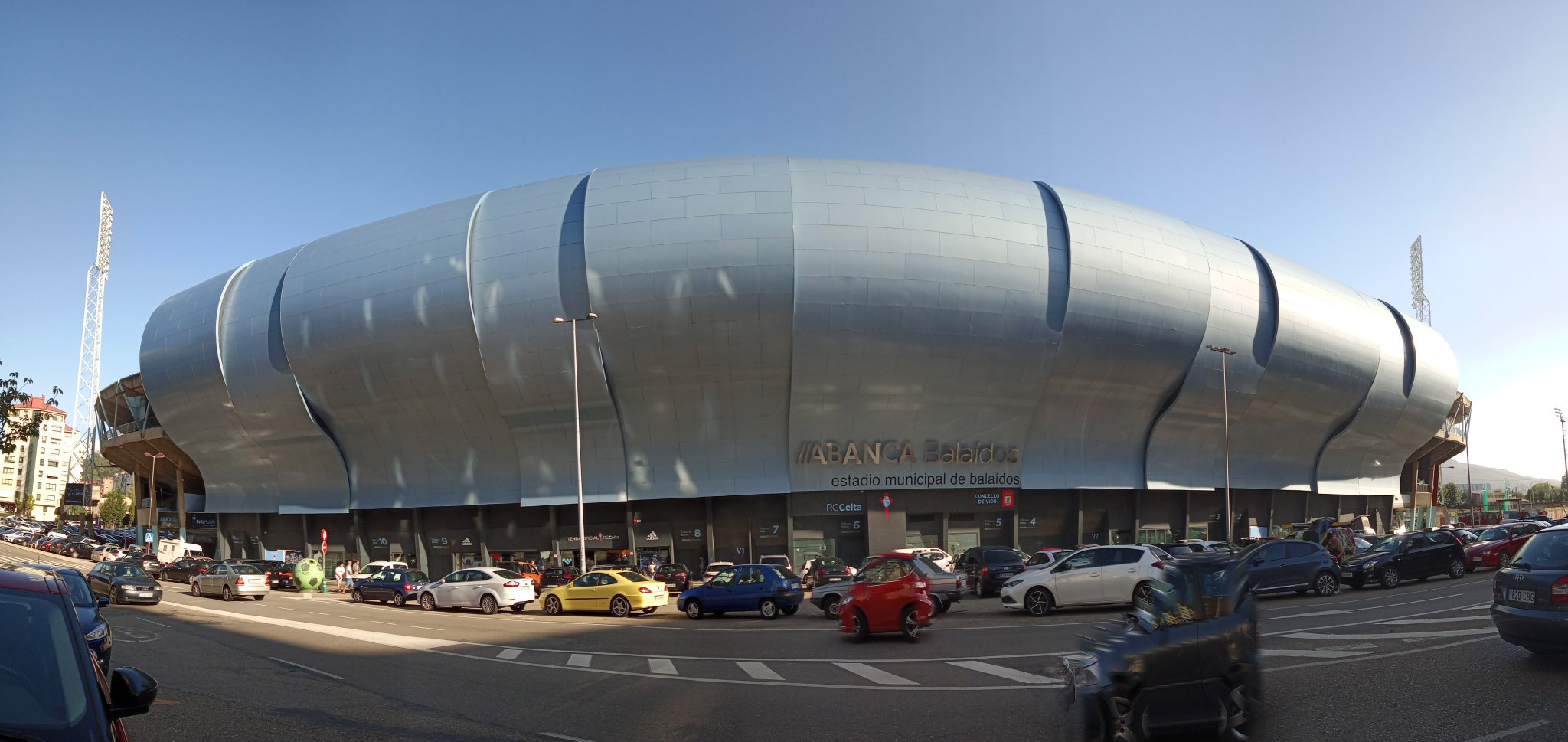
Fassade des Estadio Balaídos (Oktober 2020)